# Эскортные миноносцы типа «Дили»
Эскортные эсминцы класса Дили — серия из 13 эскортных миноносцев, построенных для ВМС США. Первые американские эскортные миноносцы, построенные после Второй мировой войны.
По сравнению с предыдущей серией эскортных миноносцев («Джон Батлер»), корабли типа «Дили» были несколько крупнее и обладали более высокой скоростью. Они были вооружены двумя двуствольными 76-мм/50 артиллерийскими установками, противолодочные мортирами Hedgehog, направляющими для сброса глубинных бомб и шестью бомбосбрасываетлями. Позднее прошла модернизация, в ходе которой противолодочные мортиры и глубинные бомбы были заменены на противолодочные ракетные установки и торпедными аппаратами, способными стрелять легкими самонаводящимися торпедами. Большой гиролокатор SQS-23 был установлен в носовом обтекателе, большая часть кораблей также была оборудована ангаром и посадочной площадкой для беспилотных вертолётов DASH для доставки торпед Mk 44 и Mk 46. Беспилотные вертолеты оказались очень ненадежными, и их частая поломка способствовала относительно короткой жизни этого типа кораблей.
Они были списаны в 1972 и 1973 годах и заменены фрегатами типа «Knox». Корабли «Дили» и «Хартли» были проданы в другие страны, а остальные утилизованы.

## Разработка
В конце 1940-х годов ВМС США разрабатывали замену для охотника за подводными лодками PC-461 в роли корабля сопровождения прибрежных конвоев и патрульного корабля. Существующие охотники за подводными лодками считались слишком маленькими, чтобы нести необходимое противолодочное вооружение и средства обнаружения, и слишком медленными, чтобы преследовать современные подводные лодки. Согласно требованиям заказчика корабли должны быть дешевыми и быстрыми в строительстве, так как в случае войны потребуется большое количество кораблей. К 1950 году в требования были внесены изменения, согласно которым разрабатывался океанский эскортный корабль со скоростью не менее 25 узлов при полной нагрузке и запасе хода 6000 миль на скорости 12 узлов. На кораблях предполагалось установить передовое противолодочное оружие, наводимый противолодочный бомбомёт Mk 17 Hedgehog.
В окончательном варианте SCB 72, тип «Дили» или DE-1006 имел максимальную длину 96 м, длину по ватерлинии 93,9 м при ширине 11,2 м и осадке 3,6 м. Лёгкое водоизмещение составляло 1335 т, полное — 1907 т. 2 котла Фостера-Уиллера подавали пар на редукторную паровую турбину, которая приводила в движение единственный гребной вал. Машины имели мощность 20 000 л. с., что давало расчетную скорость 27 узлов. Одновальная компоновка машин была выбрана для облегчения массового производства, избегая потенциальных узких мест в нарезке зубчатых колес, которые задерживали производство эcкортных миноносцев военного времени.
В исходном варианте корабли имели два спаренных 76-мм/50 орудия, установленных на носу и на корме. Это были открытые, наводимые вручную установки двойного назначения, которые можно было использовать как против надводных, так и против воздушных целей. Mk 17 Hedgehog был отменен еще до постройки кораблей, поэтому вместо него на «Дили» перед мостиком были установлены два английских бомбомёта Squid, а на остальных кораблях — противолодочная ракетная установка RUR-4 Weapon Alpha. Также были установлены торпедные аппараты для противолодочных торпед и сбрасыватели глубинных бомб. Средства обнаружения включали РЛС воздушного поиска SPS-6 и низкочастотный гидролокатор SQS-4.
Опытный образец корабля «Дили» был построен в соответствии с программой судостроения на 1952 финансовый год, по два корабля были заказаны в программах 1953 и 1954 финансового года и восемь — в программе 1955 года. Постройка была остановлена на 13-м корабле, потому что корабли получились слишком дорогим для массового производства, их стоимость достигла $12 млн. В дальнейшем началось строительство эскортных миноносцев типа «Клод Джонс» с дизельным двигателем. Конструкция «Дили» легла в основу норвежских кораблей типа «Осло» и португальских фрегатов типа «Admiral Pereira da Silva».

### Модификации
Все корабли этого типа, за исключением «Дили», «Кромвеля» и «Кортни», были модернизированы в 1960-х годах за счет добавления оборудования для беспилотного вертолета DASH, с ангаром и вертолетной палубой вместо кормовой 3-дюймовой артиллерийской установки, а гидролокатор SQS-4 был заменён на SQS-23 с большей дальностью обнаружения. Три немодифицированных корабля были оснащены буксируемой ГАС. У всех кораблей к концу срока службы в ВМС США были сняты пусковые установки Squid и Weapon Alpha и установлены торпедные аппараты Mk 32 для противолодочных торпед Mk 44 или Mk 46

## Состав серии
| Название          | Номер   | Верфь                             | Заложен    | Спущен     | В строю    | Примечания                                                         |
| Dealey            | DE-1006 | Bath Iron Works                   | 15.12.1952 | 08.11.1953 | 03.06.1954 | Передан в Уругвай как ROU 18 De Julio (DE-3)                       |
| Cromwell          | DE-1014 | Bath Iron Works                   | 03.08.1953 | 04.06.1954 | 24.11.1954 | Утилизован 05.07.1972                                              |
| Hammerberg        | DE-1015 | Bath Iron Works                   | 12.11.1953 | 20.08.1954 | 02.03.1955 | Утилизован 14.12.1973                                              |
| Courtney          | DE-1021 | Defoe Shipbuilding                | 02.09.1954 | 02.11.1955 | 24.09.1956 | Утилизован в 1973 г.                                               |
| Lester            | DE-1022 | Defoe Shipbuilding                | 02.09.1954 | 05.01.1956 | 14.06.1957 | Утилизован в 1973 г.                                               |
| Evans             | DE-1023 | Puget Sound Bridge and Dredging   | 08.04.1955 | 14.09.1955 | 14.06.1957 | Утилизован в 1973 г.                                               |
| Bridget           | DE-1024 | Puget Sound Bridge and Dredging   | 19.09.1955 | 25.04.1956 | 24.10.1957 | Утилизован в 1973 г.                                               |
| Bauer             | DE-1025 | Bethlehem Steel, Alameda Shipyard | 01.12.1955 | 04.06.1957 | 21.11.1957 | Утилизован в 1973 г.                                               |
| Hooper            | DE-1026 | Bethlehem Steel, Alameda Shipyard | 04.01.1956 | 01.08.1957 | 18.03.1958 | Утилизован в 1972 г.                                               |
| John Willis       | DE-1027 | New York Shipbuilding             | 05.07.1955 | 04.02.1956 | 21.02.1957 | Утилизован в 1972 г.                                               |
| Van Voorhis       | DE-1028 | New York Shipbuilding             | 29.08.1955 | 28.07.1956 | 22.04.1957 | Утилизован в 1972 г.                                               |
| Hartley           | DE-1029 | New York Shipbuilding             | 31.10.1955 | 24.11.1956 | 26.06.1957 | Продан Колумбии как ARC Boyaca (DE-16) 1972, Сохранился в Колумбии |
| Joseph K. Taussig | DE-1030 | New York Shipbuilding             | 03.01.1956 | 03.01.1957 | 10.09.1957 | Утилизован в 1972 г.                                               |